# Edward Porter Alexander
Edward Porter Alexander (26 de mayo de 1835-28 de abril de 1910) fue un ingeniero militar, ejecutivo ferroviario, plantador y autor. Primero sirvió como oficial en el Ejército estadounidense y más tarde en el Ejército de los Estados Confederados durante la Guerra Civil, ascendiendo al rango de general de brigada.
Alexander fue el oficial a cargo del bombardeo masivo antes de la carga de Pickett en el tercer día de la batalla de Gettysburg, y también destacó por su uso temprano de señales y globos de observación durante el combate. Una vez finalizada la Guerra Civil, enseñó matemáticas en la Universidad de Carolina del Sur, pasó un tiempo en Nicaragua, y escribió memorias y amplios análisis de la guerra que han sido elogiados por su percepción y objetividad. Military Memoirs of a Confederate (Memorias militares de un confederado) fue publicado en 1907. Un relato personal de su entrenamiento militar y su participación en la Guerra Civil fue descubierto mucho después de su muerte, y fue publicado en 1989 como Fighting for the Confederacy (Luchando por la Confederación).

## Vida y carrera temprana.
Alexander, llamado Porter por sus amigos, nació enWashington, Georgia en una rica y distinguida familia del Sur. Se graduó de la Academia Militar de los Estados Unidos en 1857, y recibió el título de subteniente de ingenieros. Brevemente enseñó la ingeniería y la esgrima en la academia antes de ser mandado a presentarse para le expedición de la Guerra de Utah, pero la misión terminó antes de que llegara. Alexander volvió a la Academia y participó en una serie de experimentos de armas y ayudó al mayor Albert J. Myer, el primer oficial del Cuerpo de Señales y inventor de un código para banderas de señales.
Alexander se casó con Bettie Mason de Virginia el 3 de abril de 1860 y tuvo seis niños.

## Servicio en la Guerra Civil
Tras enterarse de la secesión de su estado natal de Georgia, Alexander renunció a su puesto en el Ejército estadounidense para alistarse en el Ejército Confederado como capitán de ingenieros. Mientras organizaba y entrenaba a reclutas para formar un servicio de señales, se le ordenó presentarse al general de brigada P. G. T. Beauregard. Se convirtió en ingeniero y oficial de señales jefe del Ejército Confederado del Potomac el 3 de junio.
En la primera batalla de Bull Run, Alexander hizo historia cuando utilizó por primera vez banderas de señales durante el combate a larga distancia. Sobre la "Colima de Señales" en Manassas, Alexander vio a tropas estadounidenses y señaló a la brigada bajo el mando del coronel Nathan Evans que prestara atención a su izquierda. Se enviaron refuerzos para cambiar la situación de la batalla a favor de los confederados.
Alexander fue ascendido a mayor el 1 de julio y a teniente coronel el 31 de diciembre de 1861. Durante una gran parte de ese periodo de tiempo, fue jefe de ordenanzas, controlando suministros y municiones en lo que sería el Ejército de Virginia del Norte. También participó en labores de señalización e inteligencia, trabajando con espías alrededor de Washington.
Durante los días tempranos de la Campaña peninsular de 1862, Alexander permaneció jefe de ordenanza. Cuando el general Robert E. Lee asumió el mando del ejército, Alexander estaba a cargo de las ordenanzas ubicadas de antemano para la ofensiva de las Batallas de los Siete Días. Alexander continuó su recopilación de inteligencia por ofrecerse a subir en un globo de observación en la Batalla de Gaines' Mill el 27 de junio, ascendiendo muchas veces y volviendo con datos útiles sobre las posiciones estadounidenses.
Alexander se mantuvo a cargo de las ordenanzas para la Campaña del Norte de Virginia y la Campaña de Maryland.
Porter Alexander es más conocido como artillero que desempeñó un papel importante en muchas batallas importantes de la guerra. Sirvió en distintas competencias relacionadas con la artillería para el Primer Cuerpo del Ejército de Virginia del Norte. Ascendió al rango de coronel el 5 de diciembre. Desempeñó un papel clave a la hora de organizar la artillería en la defensa de las Alturas de Marye durante la batalla de Fredericksburg en diciembre de 1862, lo que resultó ser el factor decisivo en la victoria confederada. Mientras el resto del cuerpo de Longstreet se hallaba en los alrededores de Suffolk, Virginia, Alexander acompañó a Stonewall Jackson en su marcha durante la batalla de Chancellorsville en mayo de 1863, y su colocación de la artillería en Hazel Grove en Chancellorsville resultó ser decisiva.

### Cañoneo de Gettysburg
El combate más famoso de Alexander ocurrió el 3 de julio de 1863 en la batalla de Gettysburg, durante la que estuvo a cargo de la artillería en el cuerpo de Longstreet. Ese día, efectivamente, controló toda la artillería del ejército. Realizó un bombardeo masivo de dos horas, posiblemente el más grande de la guerra, utilizando más de 150 piezas de artillería contra la posición estadounidense en el Cemetery Ridge. La mala calidad de los fusibles retrasó la detonación de muchos proyectiles, y muchas piezas no se habían apuntado apropiadamente, así que las posiciones posteriores de los EE. UU. sufrieron más daño que las primeras líneas. El general Longstreet puso a Alexander a cargo de lanzar la célebre carga de George Pickett. Alexander culparía a Lee de la derrota en Gettysburg, escribiendo en 1901: «Nunca, nunca, nunca, estropeó el general Lee una lucha como así.»

### Jefe de Artillería de Longstreet
Alexander acompañó al Primer Cuerpo a Georgia del norte en el otoño de 1863 para reforzar al general Braxton Bragg para la batalla de Chickamauga. Llegó demasiado tarde para participar, pero sirvió como jefe de artillería para Longstreet en la subsiguiente Campaña de Knoxville y en el ejército del Departamento de Tennessee oriental a principios de 1864. Volvió con el cuerpo a Virginia por el resto de la guerra, con el rango de general de brigada (desde el 26 de febrero de 1864). Participó en todas las batallas de la Campaña de Overland, y cuando Ulysses S. Grant pasó alrededor del ejército de Lee para cruzar el río James y atacar Petersburg, Alexander podía mover sus armas rápidamente por las líneas, colocándolas para repeler el ataque principal.
Durante el asedio de Petersburg, Alexander adaptó sus tácticas artilleras a la guerra de trincheras, lo que incluyó experimentar con varios morteros. Estaba seguro de que las fuerzas estadounidenses intentaban abrir un túnel por debajo de las fuerzas confederadas, pero, antes de actuar, fue herido por un francotirador. Antes de partir hacia Georgia, informó a Lee de su suposición. Tras intentar encontrar actividades tuneladoras, la batalla del Cráter sorprendió a los confederados, aunque terminó con una derrota importante de los EE. UU. Alexander volvió al Ejército en febrero de 1865, y supervisó las defensas de Richmond. Se retiró con el ejército de Lee en la Campaña de Appomattox.
En Appomattox Court House, Alexander propuso a Lee dispersar el ejército en lugar de rendirse. Lee lo reprendió, y posteriormente Alexander escribió que se había arrepentido de su sugerencia. Aunque a veces se la ha descrito como una propuesta para la "guerra de guerrillas", Alexander describe la propuesta en su memoria como una en la que «se puede ordenar al ejército que se disperse en los bosques y matorrales y o que se reúna con el general Johnston en Carolina del Norte, o que cada hombre vuelva a su propio estado, con sus armas, para presentarse a su gobernador».

## Vida más temprana

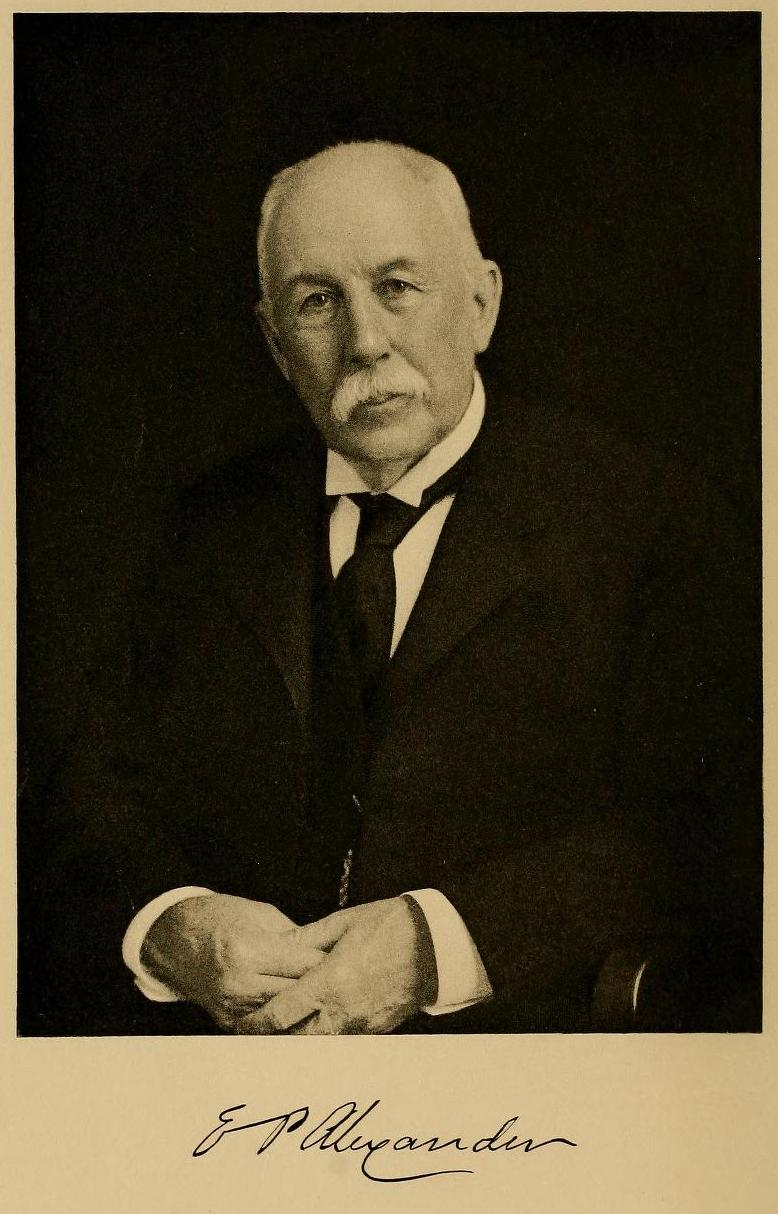
Edward Porter Alexander en los 1900

Tras la guerra, Alexander enseñó matemáticas en la Universidad de Carolina del Sur, y entonces sirvió como ejecutivo para el Ferrocarril de Charlotte, Columbia, y Augusta, el Ferrocarril de Savannah y Memphis, el Ferrocarril de Louisville y Nashville Railroad, y la Compañía central ferroviaria y bancaria de Georgia. Durante su empleo con el Ferrocarril de Savannah y Memphis, tomó la decisión de que el ferrocarril pasara por Youngsville, Alabama: posteriormente Youngsville pasaría a llamarse Alexander City en honor suyo.
Más tarde, Alexander se hizo amigo del presidente Grover Cleveland, quien lo nombró árbitro de la comisión de arreglar y demarcar la frontera entre las repúblicas de Nicaragua y Costa Rica, con el fin de eventualmente construir un canal interoceánico. Alexander pasó dos años con la comisión en Greytown (ahora San Juan de Nicaragua). Su esposa murió el 20 de noviembre de 1899, y en octubre de 1901 Alexander se casó con Mary Mason, la sobrina de su primera esposa.
Tras la guerra, Alexander se convirtió en un autor muy respetado. Escribió muchos artículos de revistas y publicó su Military Memoirs of a Confederate: A Critical Narrative (1907). Después de su muerte, se descubrió una colección de memorias más personales que había empezado a compilar durante su estancia en Nicaragua, y que sería publicada póstumamente en 1989 con el título de Fighting for the Confederacy: The Personal Recollections of General Edward Porter Alexander (Luchando por la Confederación: Los recuerdos personales del general Edward Porter Alexander).
A diferencia de oficiales confederados como Jubal Early y William Pendleton, Alexander negó las teorías amargas de la Causa Perdida e intentó explicar que el Sur estaba destinado a fracasar debido a la inmensa superioridad del Norte. Expresó por escrito críticas a oficiales confederados importantes, y por eso muchos historiadores consideran las memorias de Alexander como una de las fuentes más objetivas y perceptivas de un combatiente de la Guerra Civil. Alexander falleció en Savannah, Georgia y está enterrado en el Cemetario Magnolia, en Augusta, Georgia.